# Monaster Donji Brčeli
Monaster Donji Brčeli (srb. Манастир Доњи Брчели), znany również jako Donje Brčele (srb. Доње Брчеле) lub po prostu Brčeli, to prawosławny klasztor serbski, obejmujący cerkiew św. Mikołaja, który znajduje się w pobliżu miejscowości Virpazar w regionie Crmnica w Czarnogórze.

## Historia
Monaster został założony przez Jelenę Balšić (1365–1443), córkę księcia Lazara z Serbii i żonę zetańskiego władcy Đurađa II. Wcześniej, wieś Brčele została przyznana przez króla Stefana Dečanskiego klasztorowi św. Mikołaja na wyspie Vranjina.
W 1714 roku, Turcy spalili Wielki Klasztor Bigovo w Zatoce Kotorskiej, więc ihumen i mnisi znaleźli schronienie w klasztorze Brčeli. Szczepan Mały, oszust, który udawał rosyjskiego cara Piotra III i rządził Czarnogórą od 1767 roku do swojej śmierci w 1773 roku, został pochowany w klasztorze. Piotr II Petrowić-Niegosz wysłał biskupa Nikifora z Užice do Brčeli po przybyciu do Morača z Księstwa Serbii.